# Irina Allegrowa
Irina Aleksandrowna Allegrowa (ros. Ирина Александровна Аллегрова; ur. 20 stycznia 1952 w Rostowie nad Donem) – radziecka i rosyjska piosenkarka i aktorka, Ludowa Artystka Rosji (2010).